# Dicromacia

Dicromacia é a condição de ter apenas dois tipos de receptores de cores funcionais, esses receptores são células chamadas de cones, localizadas nos olhos. Organismos com dicromacia são chamados de dicromatas. Os dicromatas só podem associar as cores que veem como uma mistura de não mais que duas cores espectrais puras. Em comparação, os tricromatas percebem as cores como uma mistura de três cores espectrais, e tetracromatas percebe cores com uma mistura de quatro.
Dicromacia em humanos é um defeito da visão a cores moderadamente severo, no qual um dos três mecanismos de cores está ausente ou não funciona. É hereditário e ligado ao sexo, afetando predominantemente o sexo masculino. A dicromacia ocorre quando um dos pigmentos dos cones está ausente e a cor é reduzida a duas dimensões.

## Classificação
Existem vários tipos de daltonismo:
- Protanopia é uma forma severa do daltonismo verde-vermelho, na qual há prejuízos na percepção de ondas de comprimento muito longo, tal qual a vermelha. Para esses indivíduos, tons de vermelho são percebidos como bege ou cinza, bem como os tons de verde que são percebidos pelas mesmas cores. Se trata do tipo mais comum de dicromacia atualmente. Esse problema ocorre pois os pacientes não possuem cones que recebem vermelho na retina.[3]  Protanomalia é uma forma menos severa.
- Deuteranopia consiste em um prejuízo na percepção de ondas de comprimento médio, como as verdes. Deuteranomalia é uma forma menos severa desse caso. Os com deuteranomalia não são capazes de enxergar verde e vermelho como os que não possuem tal prejuízo; porém, na maioria dos casos conseguem distinguir ambas as cores. É bem similar à protanopia. Nessa versão, os pacientes não possuem os cones que recebem verde na retina, o que dificulta a identificação da cor verde.[3]
- Uma forma mais rara de daltonismo é tritanopia, onde há a incapacidade de perceber ondas de comprimento pequeno, tais como tons de azul. Quem sofre dessa condição tem problemas em distinguir amarelo e azul. Eles tendem a confundir verde com azul e amarelo pode parecer rosa. Esse é o caso mais raro de dicromacia, e ocorre por volta de 1 a cada 100,000 pessoas. Os pacientes não apresentam os cones receptores de azul na retina.

## Diagnóstico
Os três elementos determinantes de um espectro contra-cor dicromático são a cor que falta, o plano de luminância, e o plano de crominância nula. A descrição dos fenômenos por si só não indica a cor que está prejudicada para o dicromata, mas de qualquer forma isso prevê informação suficiente para identificar o espectro de cor fundamental, ou seja, as cores que são vistas pelo dicromata. Isso é baseado no teste de ambos o plano de crominância nula e o plano de luminância nula que intersectam na cor que falta. Os cones excitados com uma cor correspondente no espectro das cores são visíveis para o dicromata e aqueles que não são excitados correspondem às cores que faltam.

## Habilidade na detecção de cores para os dicromatas
De acordo com pesquisadores da visão das cores na Faculdade de Medicina de Wisconsin (incluindo Jay Neitz), cada um dos três cones padrões na retina dos tricromatas - azul, verde e vermelho - podem assimilar até algo como 100 gradientes diferentes de cor. Se cada cone é independente dos outros, o total de número de cores discerníveis por um humano tricromata seria o produto desses gradientes (100 x 100 x 100), i.e. na casa de 1 milhão;  Entretanto, outros pesquisadores colocaram esse número mais precisamente acima de 2.3 milhões. O mesmo cálculo sugere que um dicromata (assim como humanos com daltonismo entre o vermelho e o verde) poderia distinguir algo como 100 x 100 = 10.000 cores diferentes, mas nenhum cálculo foi verificado por algum teste psicofísico.
Além disso, dicromatas têm significativamente maior limiar que tricromatas para estímulos cintilantes coloridos a baixas frequências (1Hz).Em frequências mais altas (10 ou 16 Hz) , os dicromatas têm um desempenho tão bom quanto ou melhor que os tricromatas.Isso significa que esses animais continuariam observando a cintilação em vez de ter uma percepção temporariamente fundida, como é o caso de assistir filmes com uma taxa de quadros alta o suficiente.

## Outros animais
Quando estudamos sobre a visão, é mais informativo usar situações onde o sistema visual não está operando por completo. Por exemplo, um sistema em que os cones são os únicos receptores visuais poderia ser usado. Isso é raro em humanos, mas alguns animais possuem essa característica e isso se prova útil para entender o conceito de dicromacia .
Enquanto seus ancestrais triássicos eram tricromáticos , mamíferos placentários são, via de regra, dicromáticos .  A habilidade de ver longos comprimentos de onda (e portanto separar verde e vermelho) foi perdida nos ancestrais dos mamíferos placentários, no entanto, acredita-se que foi retida nos marsupiais, onde a visão tricromática é bem difundida. Evidências genéticas e comportamentais recentes sugerem que o marsupial Sul americano Didelphis albiventris é dicromático, com apenas duas classes de opsinas cônicas encontradas no gênero Didelphis. A visão dicromática pode melhorar a capacidade de um animal  distinguir cores em luz fraca; a natureza tipicamente noturna dos mamíferos, portanto, pode ter levado à evolução da dicromacia como o modo básico de visão em animais placentários.
As exceções à visão dicromática nos placentários são, primatas intimamente relacionados aos humanos, que são normalmente tricromatas  e mamíferos marinhos (tanto pinípedes e cetáceos) que são monocromatas de cone.
Primatas do novo mundo são uma exceção parcial: na maioria das espécies, machos são dicromatas e cerca de 60% das fêmeas são tricromatas, mas os macacos-da-noite são monocromatas de cone e ambos os sexos de bugios são tricromatas.